# Йоргос Кір'якопулос
Йоргос Кір'якопулос (грец. Γεώργιος Κυριακόπουλος, нар. 5 лютого 1996, Патри) — грецький футболіст, лівий захисник клубу «Панатінаїкос» і національної збірної Греції.

## Клубна кар'єра
Народився 5 лютого 1996 року в місті Патри. Вихованець футбольної школи клубу «Астерас». Дорослу футбольну кар'єру розпочав у сезоні 2014/14 в основній команді того ж клубу. Провівши за два сезони лише дев'ять матчів за «Астерас», влітку 2015 року був відданий на півроку в оренду до друголігового клубу «Ерготеліс». Згодом першу половину 2016 року також як орендований гравець захищав кольори «Ламії», іншого представника грецького другого дивізіону.
Влітку 2016 року повернувся до «Астераса», в якому знову мав проблеми з потраплянням до основного складу. Регулярну ігрову практику почав отримувати лише в сезоні 2018/19.
2 вересня 2019 року перейшов на правах оренди до «Сассуоло». Влітку наступного року італійський клуб скористався передбаченим орендною угодою правом викупу прав на гравця за 1,2 мільйона євро і уклав з ним повноцінний контракт. Протягом трьох з половиною сезонів мав регулярну ігрову практику в «Сассуоло», після чого другу половину сезону 2022/23 провів в оренді в «Болоньї».
28 липня 2023 року, також на орендних умовах, прижднався до «Монци».
6 червня 2025 року повернувся до Греції, підписавши чотирирічний контракт з «Панатінаїкосом».

## Виступи за збірні
2014 року дебютував у складі юнацької збірної Греції (U-18), загалом на юнацькому рівні взяв участь у 14 іграх, відзначившись одним забитим голом.
Протягом 2015–2018 років залучався до складу молодіжної збірної Греції. На молодіжному рівні зіграв у 6 офіційних матчах, забив 1 гол.
7 жовтня 2020 року дебютував в офіційних матчах у складі національної збірної Греції.
| Дата       | Місто                  | Господарі | Результат | Гості    | Турнір                               | Голи | Примітки  |
| ---------- | ---------------------- | --------- | --------- | -------- | ------------------------------------ | ---- | --------- |
| 7-10-2020  | Клагенфурт-ам-Вертерзе | Австрія   | 2 – 1     | Греція   | товариський матч                     | -    |           |
| 15-11-2020 | Кишинів                | Молдова   | 0 – 2     | Греція   | Ліга націй УЄФА 2020-2021 - 1-й етап | -    | 62'       |
| 18-11-2020 | Афіни                  | Греція    | 0 – 0     | Словенія | Ліга націй УЄФА 2020-2021 - 1-й етап | -    | 90' 90+4' |
| 25-3-2021  | Гранада                | Іспанія   | 1 – 1     | Греція   | Відбір до ЧС 2022                    | -    | 80'       |
| 28-3-2021  | Салоніки               | Греція    | 2 – 1     | Гондурас | товариський матч                     | -    |           |
| 17-11-2022 | Та-Калі                | Мальта    | 2 – 2     | Греція   | товариський матч                     | -    | 80'       |
| 20-11-2022 | Будапешт               | Угорщина  | 2 – 1     | Греція   | товариський матч                     | -    | 68'       |
| 11-6-2024  | Гредіг                 | Мальта    | 0 – 2     | Греція   | товариський матч                     | -    |           |
| Усього     |                        | Матчів    | 8         |          | Голів                                | 0    |           |